# Атырау (волейбольный клуб)
«Атырау» (каз. «Атырау») — мужской волейбольный клуб из Атырау, выступающий в
Национальной лиге Казахстана.

## История
Волейбольная команда «Атырау» основана в 2000 году по инициативе акима Атырауской области.

## Достижения
- Чемпион Казахстана (3) — 2003,2004, 2016
- Обладатель Кубка Казахстана (3) — 2000, 2009, 2010
- Обладатель Кубка Президента Казахстана (1) — 2002
- Серебряный призёр чемпионата Казахстана (5) — 2001, 2002, 2006, 2007, 2009
- Бронзовый призер Чемпионата страны (4) - 2004, 2005, 2010, 2015
- Бронзовый призёр чемпионата Азии (2) — 2002, 2004
- Бронзовый призёр Кубка Казахстана (1) — 2012